# Navidad (álbum)
Navidad es un álbum de estudio con una temática navideña de la cantante Jaci Velasquez, fue lanzado a principios de noviembre de 2001. El disco está dirigido hacia el público latino, aunque contiene cuatro temas totalmente en inglés.
El álbum fue galardonado como "Mejor álbum en español del año" en los Premios Dove 2003.

## Lista de canciones
1. Oh ven, oh ven Enmanuel.
2. La canción del ángel.
3. El rey de Israel.
4. Navidades blancas.
5. Si tú no estuvieras conmigo en Navidad.
6. Hoy que es Navidad.
7. Navidad, Navidad, Navidad.
8. I'll be home for Christmas.
9. Tiempo de amar.
10. The Christmas song.
11. O little town of Bethlehem.
12. Feliz Navidad.
13. The chipmunk song (con Alvin y las Ardillas)

## Sencillos
1. Feliz Navidad